# 申原昊
申原昊（1991年10月23日—），韓國男歌手、模特兒、演員。與G-Dragon一同拍攝Bean Pole廣告出道，因為Skinfood廣告而一炮走紅。是擁有日韓兩國成員的男子團體CROSS GENE韓國成員SHIN（신）。

## 音樂作品
所屬團體之共同作品，請參閱 CROSS GENE

## 演出作品

### 綜藝節目
- 2015年：JTBC - 我獨自戀愛中
- 2017年：SBS - 叢林的法則《蘇門答臘篇》
- 2017年：MBC - 一週偶像 2017.06.14 蒙面偶像單元

### 電視劇
- 2011年：Channel A《蔬菜店的小夥子》飾演 李燦瑟
- 2012年：日本MBS《RUN60》飾演 朴洪基
- 2012年：KBS《Big》飾演 姜景俊
- 2015年：LINE TV 《Secret Message》飾演 崔強
- 2015年：東映《手裏劍戰隊忍忍者》客串第25集 飾演 SILVER
- 2016年：SBS《藍色海洋的傳說》飾演 泰伍
- 2017年：MBC《20世紀少男少女》飾演 史民浩
- 2017年：TvN《世上的所有戀愛》(尚未播出)
- 2018年：MBC《生死決斷羅曼史》飾演 崔在勝
- 2019年：Channel A《平日下午3點的戀人》飾演 朴智民
- 2019年：SBS《嘻哈王－納斯那街》飾演 金泰煌
- 2021年：TV朝鮮《偶然的家族》飾演 申原昊

## 廣告代言
- 2014年：《秀美薯片》農心集團（與裴秀智）

## 獲獎
- 2012年：第七屆2012亞洲模特兒大獎頒獎禮－CF模特獎

## 腳註
1. ↑  신원호│바로, 광고 속 그 미남입니다 （页面存档备份，存于）동산 원, 하늘 호.（原來的「原」，天空的「昊」）

## 外部連結
- 申原昊的Instagram帳戶
- NAVER搜索 （页面存档备份，存于）
- CROSS GENE官方網站 （页面存档备份，存于）
- Amuse Korea官方網站CROSS GENE介紹